# 기독교의 교육
기독교의 교육에 대해 설명한다.
중세문화의 기본은 기독교이다. 학문에 있어서는 신학이 가장 중시되었으며, 철학은 '문학의 종(從)'이었다. 기독교 그 자체의 발전이 중세의 사상적·문화적·교육적 특징을 뒷받침했다. 대학에서는 신학부가 가장 격식이 높았다. 기독교 문화가 그리스·로마의 문화와 대조되어 서양 문화의 2대 조류를 만들었기 때문에, 기독교가 교육제도·내용 및 방법에 끼친 영향은 지대한 것이었다. 고대교육에 있어서 인간본위 및 주지주의(主知主義)가 중시된 데 비하여, 기독교의 이상은 신을 본위로 한 주정주의(主情主義)에 입각했다. 이러한 신 본위와 주정주의가 고대교육의 인간본위 및 주지주의와 대조된 것이 원시 기독교 이상의 특색이었다. 이러한 이상은 내세(來世)에서만 추구할 수 있다는 것이며, 현세에서는 불가능하다. 따라서 초현세주의, 내세주의, 도야사상(陶冶思想)이 원시 기독교의 이상이었다. 또한 동포애 정신과 사해동포주의(四海同胞主義)를 표방, 적극적인 의미에 있어서 적을 사랑할 수 있는 정신을 도야하였다. 이와 같은 기독교의 이상을 중심으로 한 초기 기독교는 종교 자체를 하나의 교육으로 받아들였다. 그들에게는 지적 발달을 위한 어떤 것보다 도덕적 훈련이 최고의 과제였다. 그리스도의 설교와 교훈 자체가 그들이 주장하는 높은 이상이었고, 교육의 목적임과 동시에 내용이었다. 그러므로 그들에게는 내세를 위한 영원한 생명을 위하여 준비하는 일이 곧 교육적 이상이었다. 이와 같은 교육적 이상은 교육제도에 있어서도 종교를 중심으로 하여 신을 신봉하는 것을 목표로 하였다. 중세의 교육사에 있어서 기독교가 로마 황제의 박해에도 불구하고 중세의 정신계에 주도적 역할을 할 수 있었던 것은 기독교의 희생과 사도(使徒)의 전도, 신자의 순교정신이 민심을 감동케 하였기 때문이었다. 이때부터 이교도를 그리스도 교도화하기 위한 학교가 발달하게 되어, 2세기경에는 문답학교·고급문답학교·사원학교 등 세 가지 단계의 학교가 성립되었다. 이어 6세기경부터는 수도원이 기독교 승려의 수양소로서 중요한 역할을 하였다. 그리하여 수도원은 현세의 향락주의를 거부하고, 영적(靈的) 생활을 찾기 위한 승려들의 은둔처가 되었다. 이 수도원제도는 로마의 퇴폐와 더불어 교회 안에서 심오한 종교적 생활을 영위하자는 운동으로 나타나, 13세기에 이르러 유럽 각지에 널리 전파되었다. 수도원제도는 인간의 금욕적인 요소를 강조하며, 은거생활을 주장하는 한편, 육체적 고통을 인내하려는 습관과 정신을 훈련시켰다. 그 이상은 빈곤·순결·복종이었고, 수도생활을 실천하려는 승려는 개인생활·사유재산·개인의 자유를 부정하였다. 이러한 사상을 구체적으로 발전시키고 실천한 사람이 성(聖)베네딕트였다. 베네딕트는 529년에 이탈리아의 몬테 카시노 산상(山上)에 수도원을 창설하였고, 수도생활에 관한 세 가지 규칙을 제정하였다. 한편, 중세기의 교육사상 제2기에 속할 수 있는 스콜라주의 운동은 아리스토텔레스의 저작이 발견되고, 그의 사상이 기독교 신학자들에게 이용되기 시작할 때부터 비롯되었다. 이 시기에는 보나벤투라(Bonaventura), 알베르트 승정(Albert 僧正), 아퀴나스(Tomas Aquinas) 등 저명한 신학사상가가 출현하여 신학사상에 있어서는 눈부신 발전을 보였지만, 교육사상에 있어서는 그렇지 못하였다. 아퀴나스와 같은 뛰어난 재능을 가진 사람의 경우도 교육사상 그 자체에는 별반 창조적인 것이 없었다. 아퀴나스는 지식의 습득을 도덕의 습득과 마찬가지로 인간에게 존재하는 어떤 가능성의 발전에 있다고 보았다. 또 그는 지식이란 '어떤 보편적 원리'에 내재하는 능동적 지성이라 하여, 인간으로 하여금 단순한 감각적 지각으로부터 지적 개념을 이끌어 내게 하는 것이라고 했다. 그런데 아퀴나스를 비롯한 스콜라 철학자들은 교육적 문제보다도 형이상학적 문제에 더욱 관심을 기울였다. 이것은 스콜라주의적·아리스토텔레스적 지식원리에 더욱 심취했던 스콜라 철학자들의 당연한 귀결이었다. 요컨대 중세기를 통해 아퀴나스와 같은 당대의 위대한 인물에서도 교육에 대한 관심이 희박했음을 알 수 있지만, 역사의 진전과 더불어 교육도 근대교육을 지향하면서 발전하게 되었다.

## 문답학교
문답학교라는 말은 '말로써 가르친다'는 뜻이며, 문답방법에 의하여 교육하는 학교를 말한다. 이 학교의 목적은 아직 세례를 받지 않은 아동과 이교도(異敎徒)들에게 세례를 받게 하기 위한 준비교육을 실시하는 데 있었다. 단시일에 걸친 세례 후보자 양성교육을 실시하던 초기 수업 기간은 점차 길어져 2년 내지 3년으로 연장되었다. 교과내용은 기독교 교리에 관한 간단한 지식을 전달하며, 세례를 받기에 적당한 예비교육을 시켰다. 이 학교에서는 읽기·쓰기·셈하기 등에 관한 것은 그다지 중요시하지 않았고, 교육정도는 낮았으며, 교회학교에 지나지 않았다.

## 고급문답학교
문답학교는 기독교를 희망하는 일반 민중을 대상으로 했기 때문에 그 교육정도가 낮았다. 이러한 학교의 교사 또는 교회의 지도자를 양성하기 위해 발달한 것이 고급문답학교였다. 그래서 이 학교를 다른 말로 문답교사학교라고도 한다. 이 학교의 교육내용은 신학·철학·자연과학·수사학·천문학·수학·문학·역사학 등으로 교육정도는 상당히 높았으며, 로마·아테네·동방 알렉산드리아 지방에서 특히 발달하였다

## 사원학교
일명 본산(本山)학교라고도 한다. 이 학교는 각 교구의 본산 소재지에 세운 학교로 각 교구(敎區)의 감독이 유지·경영하였으므로 감독학교(監督學校：episcopal school)라고도 하였다. 이 학교는 교회의 지도자와 성직자를 양성하는 데 목적을 두었으나, 나중에는 일반 자녀도 받아들여 중세 교육의 일대 중심을 이루게 되었다. 교육내용은 읽기·쓰기·찬송가 등 기초적 공통교과를 이수한 후에 성경·철학·그리스 문학·신학 등을 가르쳤다.

## 수도원 학교
수도원의 기원은 동방에서 일어났다. 이것이 일어나게 된 동기는 첫째, 정신적인 면에서 로마 말기에 팽배하였던 사회의 타락과 향락주의에 대한 반발이었다. 둘째, 직접적인 계기를 마련해 준 것은 역시 로마 말기에 있었던 기독교에 대한 심한 박해 때문이었다. 이미 데키우스 황제(Gaius, Messius Quintus Trajanus Decius, 재위 249-251)의 박해 때에 이 난을 피하여 이집트 사막에서 집단을 이루어 은둔생활을 영위하는 사람들이 많이 나타나게 되었다. 이러한 은거(隱居) 수도자들 가운데 당시에 특히 큰 영향을 끼친 사람은 이집트인 안토니우스였다. 많은 사람들이 그의 밑에 모여들어 공동생활을 하게 되었고, 이것이 수도원의 모체가 되었다. 이러한 형태의 종교적 집단생활은 차츰 서방으로 전파되어 성 베네딕트(St. Benedict, 480?-547?)의 손에 의해 완성되었다. 그는 520년경 남(南)이탈리아의 몬테 카시노(Monte Cassino)산 위에 수도원을 건립하고, 수도자들에게 청빈·정결·복종에 의한 생활을 하도록 하였다. 이들은 인간의 세속적 욕망을 부정하고 금욕적 생활을 강조하였으며, 신의 세계에 도달하기 위하여 육체적 고통을 견디어 내는 습관과 정신을 훈련하였다. 한가한 시간을 갖는 것은 죄악이라고 생각하고 심한 노동과 기도에 전념하는 한편, 종교에 관한 독서에 몰두하였으며 명상에 잠긴 채 정신적인 순화를 꾀하였다. 그러므로 수도원은 중세에 있어서 학예(學藝) 발달의 온상이었고, 그 중심이 되었다. 수도원 학교라는 것도 따로 독립된 학교가 있었던 것이 아니고, 수도원 생활의 정신, 즉 종교생활의 궁극적 목표를 성취하기 위한 수도원에 부설된 교육소였었다. 이와 같은 수도원 학교는 그 수용대상에 따라서 두 가지로 나뉘었다. 하나는 수도원 생활을 통하여 승려를 지망하는 5세 내지 7세의 아동을 양성하는 것이었고, 다른 하나는 승려를 지망하지 않는 일반 아동을 수용하여 교육하는 것이었다. 교육내용은 종교적인 것이 대부분을 차지하였다. 이 외에도 초등교육과에 있어서는 읽기·쓰기·셈하기를 가르쳤고, 고등교과에 있어서는 7자유과를 교수하였다. 후에 일부 진보적인 수도원학교에서는 이러한 7자유과 외에 그리스·로마의 고전들을 교재 속에 채택하기도 하였다. 교육방법은 금욕적 정신에 입각하여 엄격하게 훈련하였으며, 체벌을 가하기도 하였다. 또한 종교적 영감을 얻게 하기 위하여 사색과 명상을 하게 하였다. 이와 같이 수도원 교육은 유럽 각지에 보급되었다. 특히 8세기에서 10세기에 걸쳐 전성시대를 이루었고, 서양 중세에 있어서 학문의 중심이 되었다. 그러나 11세기 이후부터 수도원의 사회적 지위가 높아짐에 따라 차차 귀족화되는 경향을 보이고, 마침내는 본래의 숭고하고 엄격한 취지가 희박해졌다.

## 스콜라 철학과 교육
스콜라 철학은 기독교를 학문적으로 체계화해 철학적 기초를 마련하여 중세 후기에 와서는 공식철학이 되었고, 주로 본산학교(本山學校)·수도원 학교에서 유행하였다. 6세기에서 10세기에 이르는 중세 초기에는 교회의 교리가 의심없이 받아들여졌으나, 그리스와 아라비아에 머무르던 십자군의 귀환 이후 회의주의가 싹터, 종전과 같이 무조건 교회의 교리를 승인하지는 않게 됐다. 이에 자극을 받아 본산학교·수도원학교는 더 활발히 신학을 학문적으로 체계화하려고 하여, 그리스의 철학 체계를 빌려 교회의 교리를 이성적 견지에서 재정립하려고 했던 것이다. 스콜라 철학의 사실상의 발달은 아일랜드의 스코투스(J. Scotus, 815-877)로부터 비롯하였다. 스코투스는 진리의 표준은 이성에 있다고 했으며, 교회의 권위를 옹호하는 안셀무스(Anselmus, 1033-1109)는 "신앙은 인식에 선행하므로 알기 위하여 믿으라" "그리스도 교인은 신앙을 통해서 지식으로 나아갈 것이요, 지식을 통해서 신앙에 이르러서는 안 된다"라고 주장했다. 무엇보다 스콜라 철학이 추구하는 것은 인간의 이성을 존중하는 그리스 철학을 빌려 신앙을 합리화하고, 신학을 이론적으로 체계화하려는 점에 있었다고 하겠다. 스콜라 철학이 당시의 교육에 미친 영향을 살펴보면 다음과 같이 요약할 수 있다. 첫째, 종래 맹목적으로 받아들이던 교회의 권위에 대해 다소나마 인간으로서 회의(懷疑)할 수 있는 자유가 허용되었다는 것이고, 둘째, 이름난 스콜라 철학자의 명성 때문에 많은 학생들이 모여들어 대학의 발전에 자극을 주게 되었다는 점이다. 셋째, 스콜라 철학에 대한 반동으로 16세기에 와서 문예부흥, 종교개혁을 통한 인문주의 교육과 17세기에 와서 실학주의 교육사상을 낳게 한다는 점 등이다.